# Agathis variegata
Agathis variegata är en stekelart som först beskrevs av David Timmins Fullaway 1919. 
Agathis variegata ingår i släktet Agathis och familjen bracksteklar. Inga underarter finns listade i Catalogue of Life.